# Louis Philippe Joseph de Roffignac
Pour les autres membres de la famille, voir Famille de Roffignac.
Louis Philippe Joseph de Roffignac, né le 13 septembre 1773 à Angoulême et mort le 29 août 1846 à Coulounieix-Chamiers (près de Périgueux), fut élève-officier à l'école de Brienne-le-Château, émigré en Espagne puis en Louisiane où il devint sénateur et maire de La Nouvelle-Orléans.

## Biographie
Louis Philippe Joseph de Roffignac appartient à une ancienne famille du Limousin qui prouve sa noblesse depuis l'année 1385. Il naît en France, il est le fils de René-Annibal, comte de Roffignac. 
René-Annibal de Roffignac, mestre de camp dans le régiment de Chartres sous Louis XVI, en 1783, fut envoyé avec ses troupes en Espagne et participa, d'août 1782 à février 1783, au siège de Gibraltar comme  aide de camp de Louis Des Balbes de Berton de Crillon, duc de Mahon (1717-1796) qui était passé au service de l'Espagne, où il s'illustra. Il s'est aussi fait remarquer au service de l'Espagne au royaume de Fez en 1782. Il a alors demandé à Louis XVI l'autorisation de passer définitivement au service de l'Espagne ce qu'il a obtenu le 3 septembre 1783. Il a reçu en Espagne un brevet de colonel des dragons le 1er octobre 1783, puis est nommé commandant du régiment des Dragons de la Reine le 14 février 1785. Il revient en France pour surveiller ses affaires avant de revenir en Espagne en 1787. Ayant décidé de s'installer pour toujours en Espagne, il en prit la nationalité et fut nommé général dans l'armée espagnole. Il figure parmi la liste des votants à Périgueux de l'ordre de la noblesse aux états généraux du 11 au 25 mars 1789. René-Annibal de Roffignac est fait brigadier (général de brigade) en Espagne, le 16 avril 1792. Sa femme, Marie-Madeleine de Van Tongeren, fille de Pierre de Van Tongeren, écuyer, conseiller du roi, président au siège présidial d'Angoumois, et de Madeleine Le Musnier de Raix, est restée en France et a obtenu la séparation de biens de son époux le 5 septembre 1790. Avec ses deux fils, Louis Philippe Joseph et Charles Philippe Antoine, il est naturalisé espagnol en 1792. Le 25 décembre 1792, de Madrid, il a écrit au président de la Convention à Paris une lettre dans laquelle il a offert sa tête en échange de celle de Louis XVI.
Lorsque l'Espagne déclara en mai 1793 la guerre aux révolutionnaires français, René-Annibal de Roffignac prit part aux combats contre les Français sous l'autorité du généralissime Don Ventura Caro. En juillet 1793, il fut fait prisonnier par les révolutionnaires à proximité d'Irun. Il fut transféré à Paris pour y être jugé et guillotiné comme « émigré ». Sur intervention des autorités espagnoles et après deux ans de captivité dans les geôles des révolutionnaires, il fut acquitté et libéré en août 1795. Il retourna en Espagne et mourut le 27 septembre 1807 à Madrid, "Grand d'Espagne", général des dragons et commandant en chef des troupes espagnoles situées sur la côte Cantarabique.
Louis Philippe Joseph de Roffignac fut envoyé, en 1786 à l'école militaire de Brienne-le-Château, d'où il sortit sous-lieutenant d'artillerie en 1790, comme un certain Buonaparte quelques années plus tôt... La Révolution ayant éclaté, Joseph rejoignit l'armée des Princes à Coblence et participa avec l’armée austro-prussienne du Duc de Brunswick à la tentative de reconquête qui se termina par la victoire des Français à la Bataille de Valmy le 20 septembre 1792. Il émigra alors en Espagne pour y rejoindre son père. Il prit la nationalité espagnole et entra comme lieutenant des Dragons de la Reine et participe aux combats menés par l'Espagne contre la France.
En août 1796, sous la menace d'une expulsion d'Espagne exigée par l'ambassadeur de France Catherine-Dominique de Pérignon, il est de nouveau contraint de s'exiler et obtient des autorités espagnoles une mutation dans un régiment des dragons du Mexique (Regimienîo de Dragones de México) basé à Vera Cruz. Il est rapidement promu capitaine pour sa valeur au combat et se rend successivement en Floride, puis en Louisiane, à La Nouvelle-Orléans, encore sous administration espagnole, en 1800. Il commande un détachement du régiment des dragons du Mexique en garnison à La Nouvelle Orléans en 1801 sous le nom de Josef Rofiniaco.
En 1803,  par le traité secret de San-Ildefonso, Napoléon Bonaparte, premier consul de la République française, a obtenu en octobre 1800 la rétrocession de la Louisiane à la France. Le 15 octobre 1802, Charles IV a demandé de remettre la Louisiane au plénipotentiaire français Pierre-Clément de Laussat, préfet colonial de la Louisiane arrivé à La Nouvelle-Orléans le 26 mars 1803. Joseph de Roffignac retrouve de fait sa nationalité française d'origine, avec toutes les nouvelles incertitudes liées à son passé. Mais le premier Consul Bonaparte vend la Louisiane aux Américains par un traité signé le 30 avril 1803 et approuvé par le Congrès le 20 octobre suivant. Il bénéficie alors des dispositions prévues dans le traité de 1803, qui prévoyait l'incorporation automatique des habitants du territoire cédé dans l'Union des États-Unis. Pendant sa présence à La Nouvelle-Orléans, Pierre-Clément de Laussat a créé une municipalité composée d'un maire, d'un conseil municipal de douze membres et d'un secrétariat à La Nouvelle-Orléans, le 30 novembre 1803. C'est le 20 décembre 1803 que le préfet Pierre-Clément Laussat a reçu à l'hôtel de ville de La Nouvelle-Orléans William Charles Cole Claibome, chargé d'administrer le territoire de la Louisiane au nom des États-Unis. Ce territoire a adopté sa constitution le 22 janvier 1812. Il est admis le 30 avril 1812 comme le 18e État des États-Unis. En 1806, Joseph de Roffignac figure encore dans les listes des officiers espagnols en poste en Louisiane. En effet, le marquis de Casa Calvo est resté en Louisiane avec un groupe important de soldats jusqu'à février 1806. Le 29 août 1806, il a épousé Félicité Solidelle Montégut, née le 14 septembre 1783 à La Nouvelle-Orléans, fille du docteur José Montégut et de Françoise Delille Dupait. Il a eu trois enfants de ce mariage.
En 1812, date effective de la "naissance" du 18e État de l'Union, Joseph de Roffignac démissionna de l'armée espagnole et fut élu à la Législature de Louisiane. Il siégea au Sénat de cet État de 1812 à 1824. Il prit part à la Défense de La Nouvelle-Orléans lors de l'attaque anglaise de 1814-1815, au sein du "Comité de Défense", au nom duquel, il présenta le 2 janvier 1815 une motion pour la défense de la ville sous le nom de Joseph Rouffignac.
Il fut ensuite maire de La Nouvelle-Orléans de 1820 à 1828 sous son vrai nom de Joseph Roffignac. Durant son mandat, il remit de l'ordre dans les finances de la ville, fit paver les rues principales, en organisa la propreté et fit planter de nombreux arbres sur les places et voies publiques. Il fit installer l'éclairage dans les principales artères, fit consolider et allonger les digues de protection, s'efforça de règlementer les jeux d'argent et réorganisa la police et les pompiers. En 1826, il accueillit le Marquis de La Fayette lors de sa visite du 10 avril 1825 et reçut en 1826 le général Andrew Jackson, héros national et futur Président des États-Unis, sur la place d'Armes, qui prit ensuite le nom de Place Jackson.
C'est aussi durant son mandat, en 1822, qu'il créa[réf. nécessaire] le |cocktail Roffignac, à base de Cognac, liqueur issue de la région qui l'a vu naître.
Louis Philippe Joseph de Roffignac démissionna de son mandat de maire en 1828. Pendant son mandat, la ville de La Nouvelle-Orléans était passé de 27 176 habitants en 1820 à 46 082 habitants en 1828
Fortune faite, il est revenu s'installer en France, où il est mort, victime d'un accident, le 29 août 1846, à l'âge de 73 ans.

## Hommage
- Roffignac street, à La Nouvelle-Orléans.